# Kalînivka, Novohrad-Volînskîi
Kalînivka (în ucraineană Калинівка) este un sat în comuna Povciîne din raionul Novohrad-Volînskîi, regiunea Jîtomîr, Ucraina.

## Demografie
Componența lingvistică a localității Kalînivka
     Ucraineană (98,94%)
     Rusă (1,06%)
Conform recensământului din 2001, majoritatea populației localității Kalînivka era vorbitoare de ucraineană (98,94%), existând în minoritate și vorbitori de rusă (1,06%).